# Space Cowboys
Space Cowboys is een Amerikaanse sciencefictionfilm uit 2000 onder regie van Clint Eastwood.

## Verhaal
Als een verouderde Russische satelliet op de aarde dreigt neer te storten, doet de NASA een beroep op Frank Corvin. De elektronica in de satelliet werd gekopieerd van een systeem dat ooit door hem werd ontwikkeld. Omdat er geen tijd is om astronauten op te leiden voor de missie, worden Corvin en zijn equipe met een ruimteveer gelanceerd om de klus te klaren.

## Rolverdeling
| Acteur             | Personage          |
| ------------------ | ------------------ |
| Clint Eastwood     | Frank Corvin       |
| Tommy Lee Jones    | Hawk Hawkins       |
| Donald Sutherland  | Jerry O'Neill      |
| James Garner       | Tank Sullivan      |
| James Cromwell     | Bob Gerson         |
| Marcia Gay Harden  | Sara Holland       |
| William Devane     | Eugene Davis       |
| Loren Dean         | Ethan Glance       |
| Courtney B. Vance  | Roger Hines        |
| Barbara Babcock    | Barbara Corvin     |
| Rade Šerbedžija    | Generaal Vostov    |
| Blair Brown        | Dr. Anne Caruthers |
| Jay Leno           | Jay Leno           |
| Nils Allen Stewart | Tiny               |
| Deborah Jolly      | Serveerster        |

## Prijzen en nominaties
| Jaar | Prijs         | Categorie                | Genomineerde(n)              | Uitslag     |
| ---- | ------------- | ------------------------ | ---------------------------- | ----------- |
| 2000 | Oscars        | Beste geluidseffecten    | Alan Robert Murray Bub Asman | Genomineerd |
| 2000 | Saturn Awards | Beste regisseur          | Clint Eastwood               | Genomineerd |
| 2000 | Saturn Awards | Beste acteur             | Clint Eastwood               | Genomineerd |
| 2000 | Saturn Awards | Beste sciencefictionfilm | Clint Eastwood               | Genomineerd |